# 格洛里亞迪多拉杜斯
22°25′04″S 54°13′58″W / 22.41778°S 54.23278°W
格洛里亞迪多拉杜斯（葡萄牙語：Glória de Dourados），是巴西的城鎮，位於該國西部，由南馬托格羅索州負責管轄，始建於1956年5月2日，面積492平方公里，海拔高度400米，2013年人口10,025，人口密度每平方公里20.2人。